# Agathis coryphe
Agathis coryphe är en stekelart som beskrevs av Nixon 1950. Agathis coryphe ingår i släktet Agathis och familjen bracksteklar. Inga underarter finns listade i Catalogue of Life.